# Tela Fútbol Club
El Tela Fútbol Club es un club de fútbol hondureño, con sede en la ciudad de Tela, en el Departamento de Atlántida. Fue fundado en 1979 y juega en la Liga de Ascenso de Honduras.

## Historia
Su más grande logro hasta el momento fue conseguir el pase a las semifinales de la mano del técnico, Mateo Ávila También conquistó el Torneo “Copa Valle de Sula”.
Sus referentes en estos 5 años de historia han sido el ahora delantero del club Horacio Parham, Ramiro Bruschi, Oscar Bonilla, Kevin Bonilla, Jeffrey Orellana, Batiz, y Josue Adonay Mendoza.
El Club llegó a la segunda división adquiriendo la categoría del Unión Saba.
En 1979 hizo su debut, y actualmente es un equipo que se mantiene competitivo en la Liga de Ascenso de Honduras.
Debido a problemas económicos y no contar con el apoyo e interés, el equipo mediante sus redes sociales el 2 de abril de 2025 comunica su desaparición y venta de categoría acabando con 46 años de competencia ininterrumpida en la segunda división, sin embargo el 11 de junio de 2025, el Tela es adquirido por inversionistas teleños, salvandose asi de desaparecer.

## Uniforme
- Uniforme titular: Camiseta morada y blanco con patrocinadores , morado o blanco  y medias blancas, moradas.

## Estadio
El Tela Fútbol Club juega de local en el Estadio León Gómez de Tela, el cual cuenta con capacidad para 7,000 espectadores y ha sido anteriormente la casa de clubes tales como el Parillas One, y el Petrotela de Liga Nacional y Liga de Ascenso de Honduras.

## Plantilla 2019/20
Dueño=Julio Cesar Ramos